# Зеленият фургон
„Зеленият фургон“ (на руски: Зелёный фургон) е съветски филм от 1959 година, заснет от Одеска киностудия по мотиви от едноименната повест на Александър Козачинский.

## Сюжет
Действието във филма се развива през 1920 година. След честата смяна на властта в Одеса, най-накрая пристига Червената армия. Новосъздадената гражданска милиция била доста неопитна, защото в нейните редове влезли случайни и необучени граждани. Сред тях е и младият гимназист Володя Козаченко (Владимир Колоколцев), момче от интелигентно семейство, изгарящо от неистово желание да помогне на новата Съветска власт.

## В ролите
- Владимир Колоколцев като Володя Козаченко
- Николай Волков като бащата на Володя
- Виктор Мизиненко като Виктор Шестаков
- Юрий Тимошенко като Грищенко, селския милиционер
- Олга Лисенко като Маруся Цимбалюк
- Василий Векшин като Сергей Цимбалюк, „Красавеца“
- Дмитрий Милютенко като чичо Тарас
- Роман Филипов като Федка Бик
- Константин Кулчицкий като собственика на зеления фургон

## Интересни факти
През 1983 година е направен римейк на филма под същото заглавие, заснет отново от Одеска киностудия.